# Tom Kristensen
Pour les articles homonymes, voir Kristensen.
Tom Kristensen est un pilote automobile danois né le 7 juillet 1967 à Hobro. Il a remporté à neuf reprises les 24 Heures du Mans, un record, ce qui lui vaut le surnom de Monsieur Le Mans.
Kristensen fait ses débuts en compétition en 1984 en karting et devient vice-champion du monde en 1989. Il passe à la monoplace en 1990, en intégrant le championnat d'Allemagne de Formule 3, formule dans laquelle il est sacré en 1991. Il part au Japon en 1992 pour participer à plusieurs championnats en monoplace et en grand-tourisme (GT). Il est sacré champion du Japon de Formule 3 en 1993.
De 1994 à 1995, il participe au championnat du Japon de voitures de tourisme et également en F3000 japonaise. Il est vice-champion en tourisme en 1994, puis vice-champion en F3000 en 1995. En 1996 et 1997, il partage son temps entre l'Europe et le Japon, mais ne réussit pas à réaliser de coups d'éclats dans les différents championnats auxquels il prend part. 
Nommé pilote essayeur de Minardi en Formule 1, il pilote pour le Joest Racing durant les 24 Heures du Mans 1997 avec aucune expérience de la voiture, mais décroche la victoire. En 1998 et 1999, il retente sa chance durant les 24 Heures du Mans avec BMW mais ne parvient pas à retrouver le chemin de la victoire. En parallèle, il devient pilote essayeur Tyrrell, Williams et Jaguar.
De 2000 à 2005, de nouveau avec Audi Sport Team Joest, il remporte six 24 Heures du Mans consécutives, avec sept équipiers différents, ce qui fait de lui le recordman de l'épreuve devant Jacky Ickx. En parallèle, il est sacré champion American Le Mans Series 2002 (ALMS). Il remporte également les 12 Heures de Sebring, aux États-Unis plusieurs fois, et fait ses débuts en Deutsche Tourenwagen Masters (DTM), poussé par Audi. Il y inscrira quelques victoires en six saisons.
De nouvelles victoires aux 12 Heures de Sebring et surtout aux 24 Heures du Mans (la dernière en 2013) le font rentrer un peu plus dans l'histoire. En plus de ses neuf victoires aux 24 Heures du Mans (record), et de ses six succès aux 12 Heures de Sebring (record), Tom Kristensen est sacré champion du monde d'endurance en 2013. Il prend sa retraite à l'issue de la saison 2014.

## Biographie

### Débuts en compétition et premiers succès en karting et en monoplace (1985-1991)
Sa carrière débute en 1984 en remportant plusieurs titres en karting. 

### Exil au Japon puis retour en Europe (1992-1996)
Au début des années 1990, il dispute le championnat de Formule 3 au Japon, où il remporte le titre en 1993, avant de disputer parallèlement à la F3000 japonaise le championnat de voitures de tourisme japonais. Il remporte dans ces deux disciplines le titre honorifique de vice-champion, respectivement en 1995 et 1994. 

### Premières victoires en endurance et fin de carrière en monoplace (1997-1999)
Il vient ensuite en F3000 internationale, terminant 6e du championnat en 1996 et 1997, avant de revenir aux voitures de tourisme dans les championnats STW et BTCC en 1999 et 2000. Sur Honda Accord, il remporte 3 victoires et 7 podiums.
De 1997 à 2000, il réalise des essais privés en F1 pour Minardi, Tyrrell, Williams et Jaguar, en étant notamment chargé du développement des nouveaux pneus Michelin. Cependant, il n'obtiendra pas de poste de titulaire.
C'est en endurance que le Danois oriente sa carrière et remporte ses plus grands succès. En 1997, il s'impose pour la première fois aux 24 Heures du Mans avec Porsche et le Team Joest, pour sa toute première participation. Il dispute les éditions 1998 et 1999 pour BMW mais sa voiture abandonne les deux années. Il remporte toutefois les 12 heures de Sebring pour le constructeur allemand en 1999.

### Résultats en STW
| Année | Écurie | Voiture      | Départs | Victoires | Podiums | Points | Classement |
| ----- | ------ | ------------ | ------- | --------- | ------- | ------ | ---------- |
| 1998  | Honda  | Honda Accord | 20      | 0         | 1       | 293    | 11e        |
| 1999  | Honda  | Honda Accord | 20      | 3         | 9       | 486    | 3e         |
|       | Total  |              | 40      | 3         | 10      | 779    | 0 titre    |

### Résultats en BTCC
| Année | Écurie | Voiture      | Départs | Victoires | Podiums | Points | Classement |
| ----- | ------ | ------------ | ------- | --------- | ------- | ------ | ---------- |
| 2000  | Honda  | Honda Accord | 26      | 3         | 7       | 143    | 7e         |
|       | Total  |              | 26      | 3         | 7       | 143    | 0 titre    |

### Épopée aux 24 Heures du Mans et recordman de l'épreuve (2000-2005)

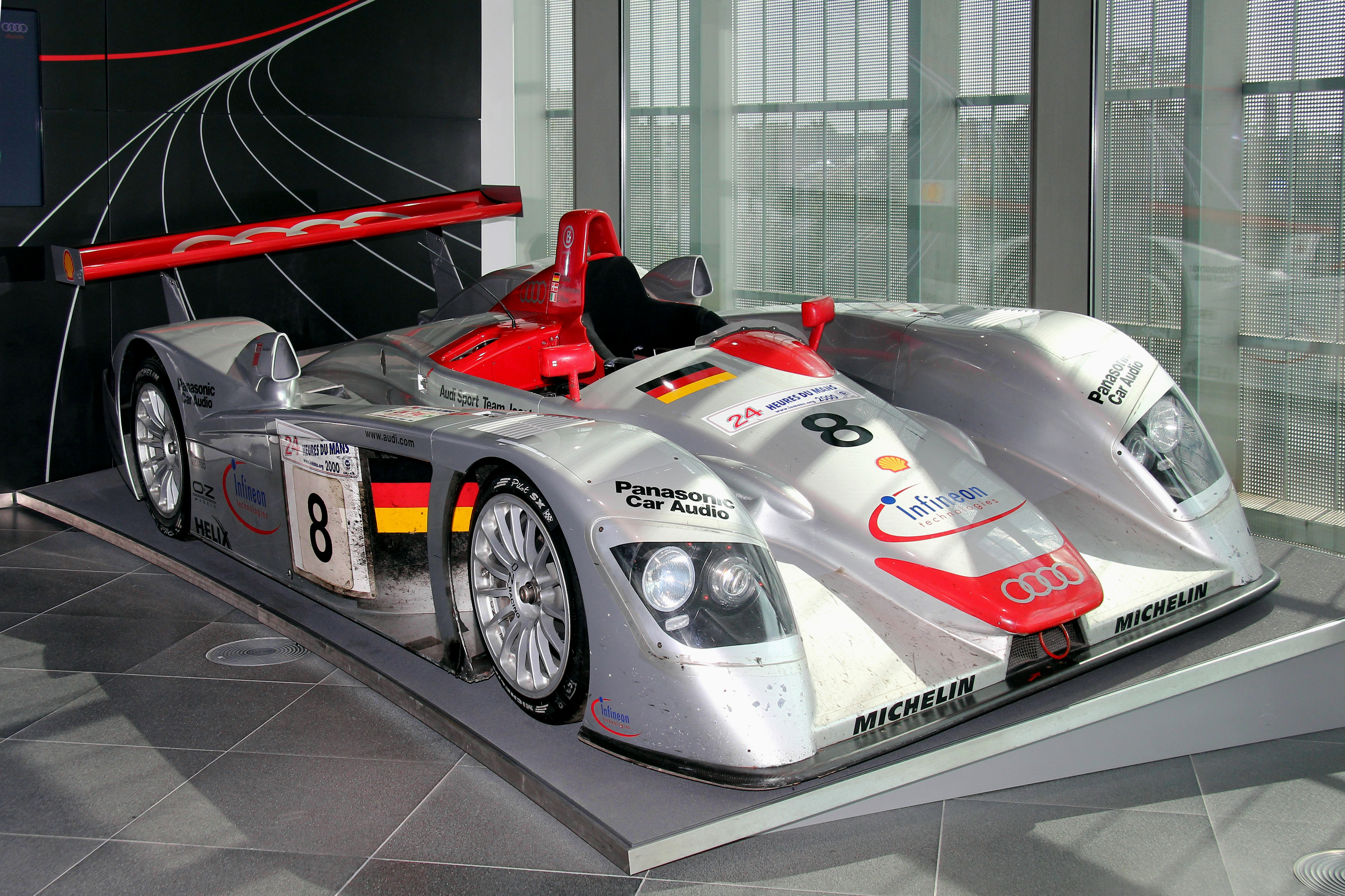
L'Audi R8 de Kristensen victorieuse des 24 Heures du Mans 2000.

En 2000, il rejoint le constructeur allemand Audi qui a fait son arrivée au Mans l'année précédente. Il remporte l'épreuve sur une Audi R8 avec Frank Biela et Emanuele Pirro. Un exploit qu'il réitère en 2001 et 2002 avec les mêmes équipiers. En 2003, le groupe Volkswagen a décidé de privilégier sa marque britannique Bentley Motors, et c'est pour cette marque que Tom va courir et remporter l'épreuve.
En 2004, le groupe Volkswagen s'est officiellement retiré de la classique Mancelle. C'est donc sur une Audi engagée par une équipe privée japonaise, le Team Goh que Kristensen égale le record du Belge, puis le dépasse l'année suivante au volant d'une Audi engagée par le Team ADT Champion Racing. Preuve qu'il est un gage de réussite, ses trois dernières victoires ont été réalisées avec des équipiers différents. C'est également sa cinquième victoire consécutive, un record.

### De nouvelles victoires au Mans et victoires en DTM (2006-2012)
En 2006, Tom Kristensen voit sa série de victoires interrompue alors que l'équipe Audi est venue avec deux voitures officielles à moteur Diesel. C'est la seconde voiture qui remportera la victoire, tout comme l'année suivante. S'il termine 3e cette année, il ne terminera pas la course en 2007 ce qui ne lui était plus arrivé depuis près de 10 ans, à la suite de la sortie de piste de son coéquipier Rinaldo Capello en début de matinée. L'équipage possédait pourtant une avance confortable à ce moment de la course.
Il retrouve le chemin de la victoire en 2008, sa première avec l'Audi R10 TDI.
Entre 2009 et 2012, malgré deux 3e place, il traverse une longue période sans victoire, non sans regrets. En 2011, il n'a même pas l'occasion de prendre le volant, son équipier Allan McNish étant sorti de la piste dans les premières heures de courses. En 2012, l'Écossais sort de la piste à quelques heures de la fin de la course alors que l'équipage était en tête, laissant la victoire à une voiture sœur. 
Parallèlement à sa carrière en endurance, Tom a disputé plusieurs saisons de DTM, également pour Audi. Classé quatrième de sa première saison, en 2004, avec une victoire sur le circuit d'Oschersleben, il termine troisième des saisons 2005 et 2006, montant plusieurs fois sur le podium et signant deux autres victoires : À Oschersleben et à Zandvoort en 2006. Il connaît un coup d'arrêt la saison suivante, blessé lors de la première course sur le Circuit d'Hockenheim, il est absent de plusieurs épreuves. La fin de saison est dure, sans aucun podium, et il ne pointe finalement qu'au quatorzième rang du classement général.
Malgré trois podiums en 2008, il ne peut lutter pour le championnat et termine huitième. En 2009, lors de la manche d'ouverture à Hockenheim, il remporte sa première victoire en DTM depuis la saison 2006. Toutefois, il ne lutte toujours pas pour le titre, il n'engrange que trois points lors des six courses suivantes. Malgré une seconde place en Espagne, il ne termine que huitième au classement général et quitte le championnat.

### Champion du monde, dernière victoire au Mans puis la retraite (2013-2014)
Il faudra attendre 2013 pour voir Kristensen remporter sa 9e victoire mancelle, et terminer la saison champion du monde avec Allan McNish et Loïc Duval (après avoir été vice-champion en 2012 avec McNish, lors de la première édition de cette compétition planétaire).
En 2014, Kristensen termine deuxième de la classique mancelle. Quelques mois plus tard, en novembre, il annonce sa retraite sportive et n'oublie pas de préciser que « sa série de victoires aux 24 Heures du Mans n'aurait pas été possible sans Audi. ». Toutefois, le Danois reste ambassadeur de la firme aux anneaux.

## Résultats en compétition automobile

### Palmarès

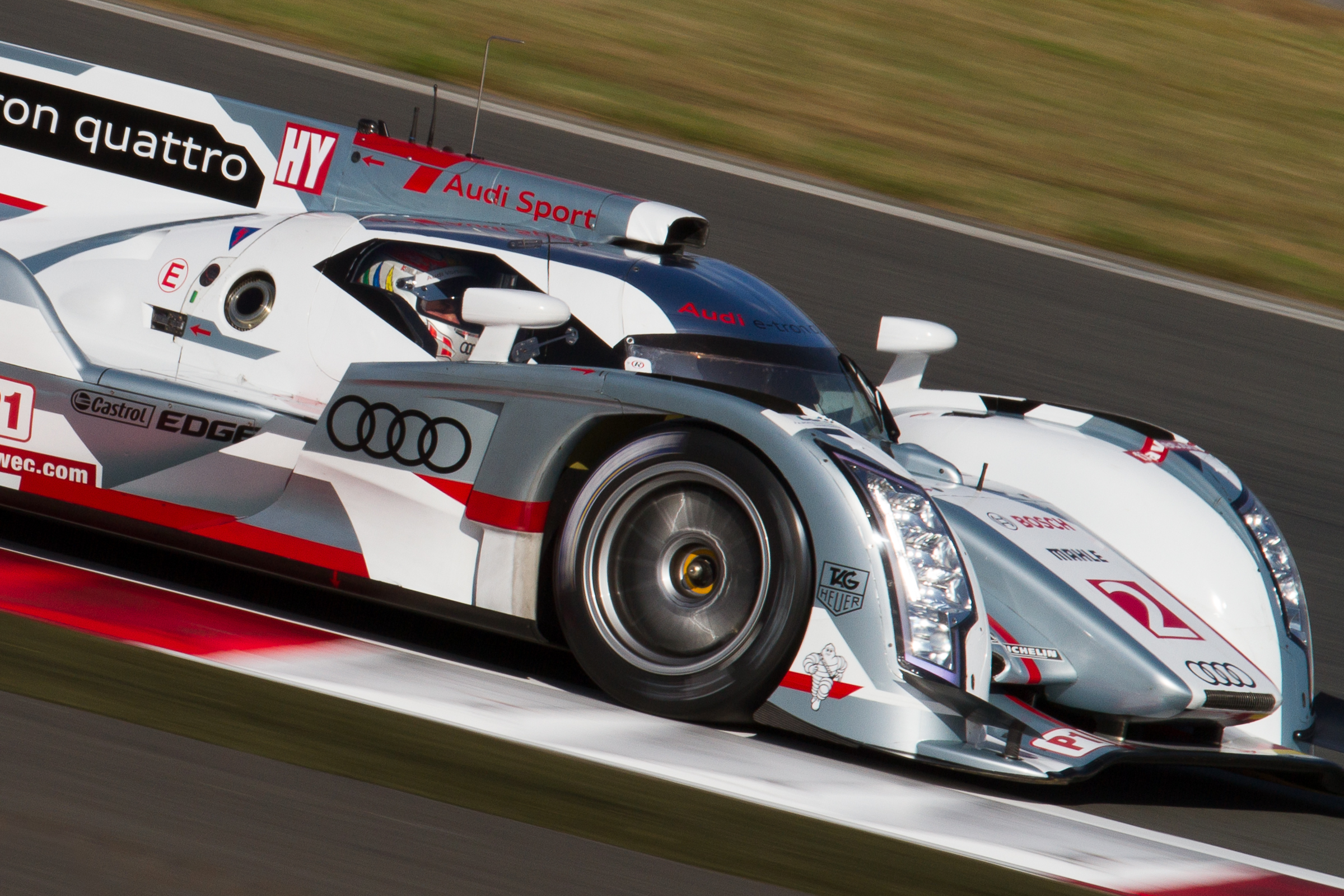
L'Audi R18 e-tron quattro de Kristensen lors des 6 Heures de Fuji 2012 (3e avec Allan McNish).

- Coupe des Nations 2014 (avec le champion du monde de rallycross Petter Solberg)
- Champion du monde d'endurance 2013 (vice-champion en 2012)
- 24 Heures du Mans : 1997, 2000, 2001, 2002, 2003, 2004, 2005, 2008, 2013 (record)
- 12 Heures de Sebring : 1999, 2000, 2005, 2006, 2008, 2009 et 2012 (record)
- Leather Center Grand Prix of Texas 2001
- European Le Mans Series Donington Park 2001
- Essais des 24 Heures du Mans 2001, 2003, 2011, 2012 et 2013
- European Le Mans Series Jarama 2001
- 2 h 45 min Sears Point 2001
- Road America 500 Miles d'Elkhart Lake 2002
- Grand Prix 3 Heures de Trois-Rivières 2002
- Grand Prix de Mosport 2002
- Petit Le Mans 2002
- 1 000 kilomètres de Spa 2003
- 8 Heures du Castellet 2010
- 6 Heures de Silverstone 2013
- 6 Heures du Circuit des Amériques 2013

### Résultats aux 24 Heures du Mans

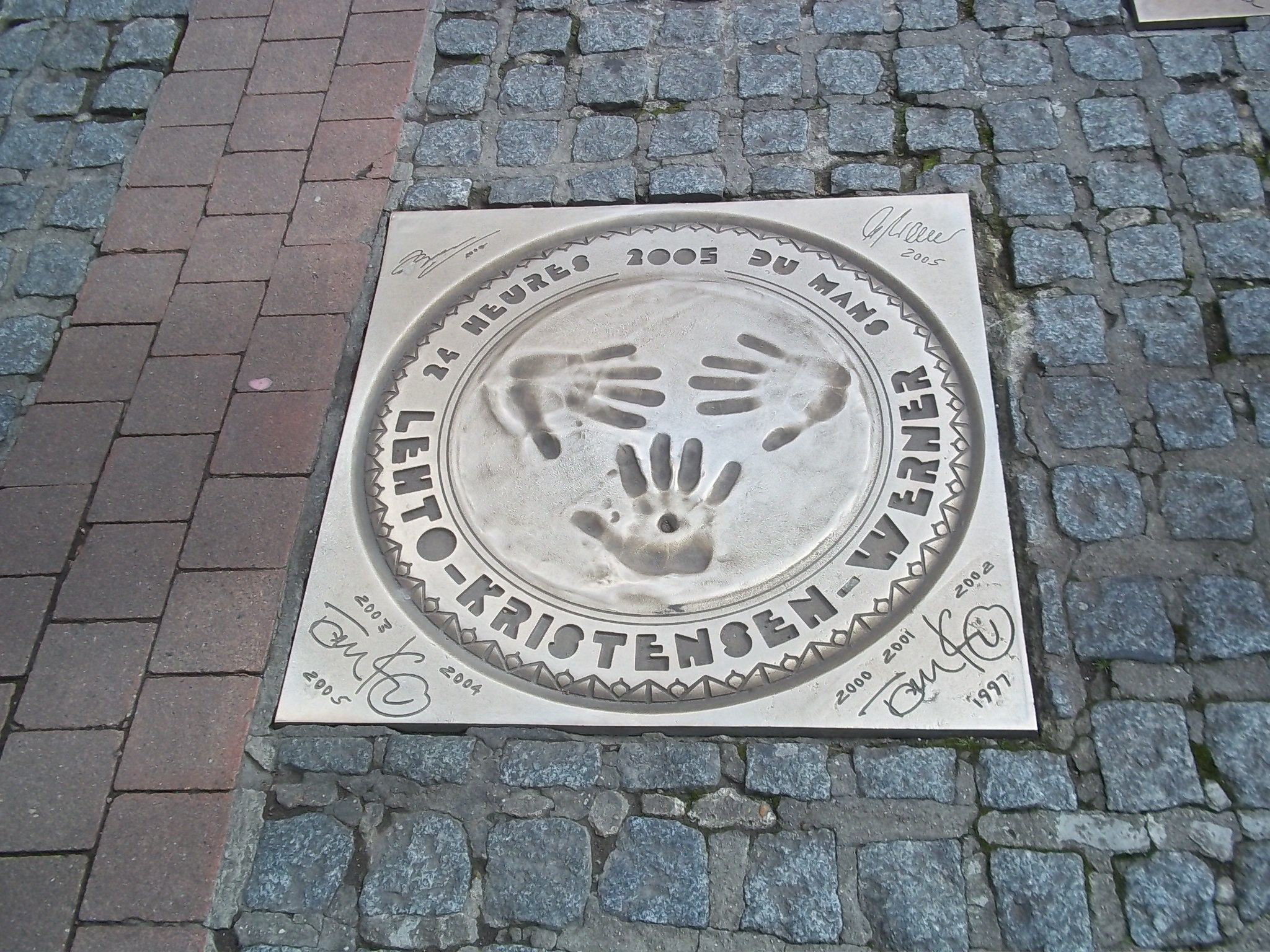
Tom Kristensen, Empreintes des vainqueurs 2005

| Année | Voiture                 | Équipe                    | Équipiers                           | Résultat  |
| ----- | ----------------------- | ------------------------- | ----------------------------------- | --------- |
| 1997  | TWR-Porsche WSC-95      | Team Joest                | Michele Alboreto / Stefan Johansson | Vainqueur |
| 1998  | BMW V12 LM              | Team BMW Motorsport       | Steve Soper / Hans-Joachim Stuck    | Abandon   |
| 1999  | BMW V12 LMR             | Team BMW Motorsport       | Jyrki Järvilehto / Jörg Müller      | Abandon   |
| 2000  | Audi R8                 | Audi Sport Team Joest     | Frank Biela / Emanuele Pirro        | Vainqueur |
| 2001  | Audi R8                 | Audi Sport Team Joest     | Frank Biela / Emanuele Pirro        | Vainqueur |
| 2002  | Audi R8                 | Audi Sport Team Joest     | Frank Biela / Emanuele Pirro        | Vainqueur |
| 2003  | Bentley Speed 8         | Team Bentley              | Rinaldo Capello / Guy Smith         | Vainqueur |
| 2004  | Audi R8                 | Audi Sport Japan Team Goh | Seiji Ara / Rinaldo Capello         | Vainqueur |
| 2005  | Audi R8                 | ADT Champion Racing       | Jyrki Järvilehto / Marco Werner     | Vainqueur |
| 2006  | Audi R10 TDI            | Audi Sport Team Joest     | Rinaldo Capello / Allan McNish      | 3e        |
| 2007  | Audi R10 TDI            | Audi Sport North America  | Rinaldo Capello / Allan McNish      | Abandon   |
| 2008  | Audi R10 TDI            | Audi Sport North America  | Rinaldo Capello / Allan McNish      | Vainqueur |
| 2009  | Audi R15 TDI            | Audi Sport Team Joest     | Rinaldo Capello / Allan McNish      | 3e        |
| 2010  | Audi R15+ TDI           | Audi Sport Team Joest     | Rinaldo Capello / Allan McNish      | 3e        |
| 2011  | Audi R18 TDI            | Audi Sport Team Joest     | Rinaldo Capello / Allan McNish      | Abandon   |
| 2012  | Audi R18 e-tron quattro | Audi Sport Team Joest     | Rinaldo Capello / Allan McNish      | 2e        |
| 2013  | Audi R18 e-tron quattro | Audi Sport Team Joest     | Loïc Duval / Allan McNish           | Vainqueur |
| 2014  | Audi R18 e-tron quattro | Audi Sport Team Joest     | Marc Gené / Lucas Di Grassi         | 2e        |

### Résultats aux 12 Heures de Sebring

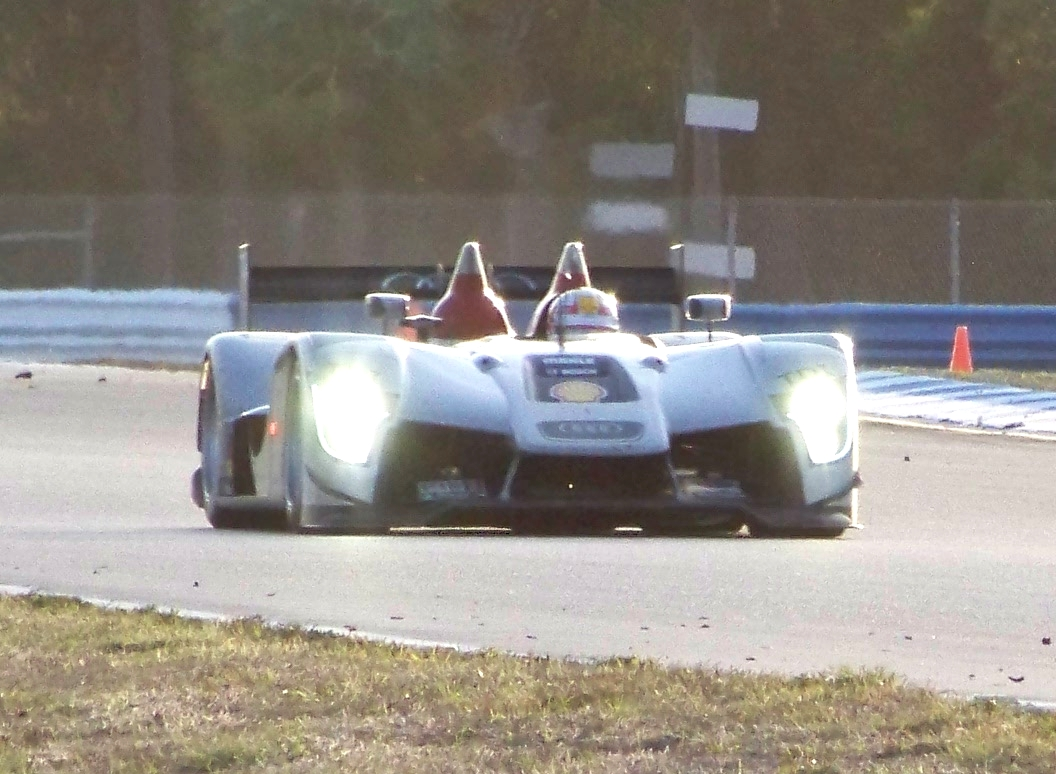
12 Heures de Sebring 2009: 5e victoire sur Audi R15 TDI.

Kristensen remporte à six reprises les 12 Heures de Sebring (1999, 2000, 2005, 2006, 2008, 2009 et 2012), faisant de lui le recordman de l'épreuve.

### Résultats en championnat du monde d'endurance
Vice-champion en 2012, Kristensen est sacré champion du monde en 2013 avec Allan McNish et Loïc Duval.

### Résultats en DTM
Avec Audi, il signe quatre victoires en Deutsche Tourenwagen Masters et termine troisième du championnat en 2005 et en 2006.
| Année | Équipe                         | Voiture          | Départs | Victoires | Podiums | Points | Classement |
| ----- | ------------------------------ | ---------------- | ------- | --------- | ------- | ------ | ---------- |
| 2004  | Audi Sport Team Abt Sportsline | Audi A4 DTM 2004 | 10      | 1         | 2       | 43     | 4e         |
| 2005  | Audi Sport Team Abt Sportsline | Audi A4 DTM 2005 | 11      | 0         | 5       | 56     | 3e         |
| 2006  | Audi Sport Team Abt Sportsline | Audi A4 DTM 2006 | 10      | 2         | 6       | 56     | 3e         |
| 2007  | Abt Sportsline                 | Audi A4 DTM 2007 | 7       | 0         | 0       | 9      | 14e        |
| 2008  | Audi Sport Team Abt            | Audi A4 DTM 2008 | 11      | 0         | 3       | 27     | 8e         |
| 2009  | Abt Sportsline                 | Audi A4 DTM 2009 | 10      | 1         | 2       | 21     | 8e         |
| 2011  | Abt Sportsline                 | Audi A4 DTM 2009 | 1       | 0         | 0       | 2      | 15e        |
|       | Total                          |                  | 60      | 4         | 18      | 214    | 0 titre    |

### Résultats en Race of Champions

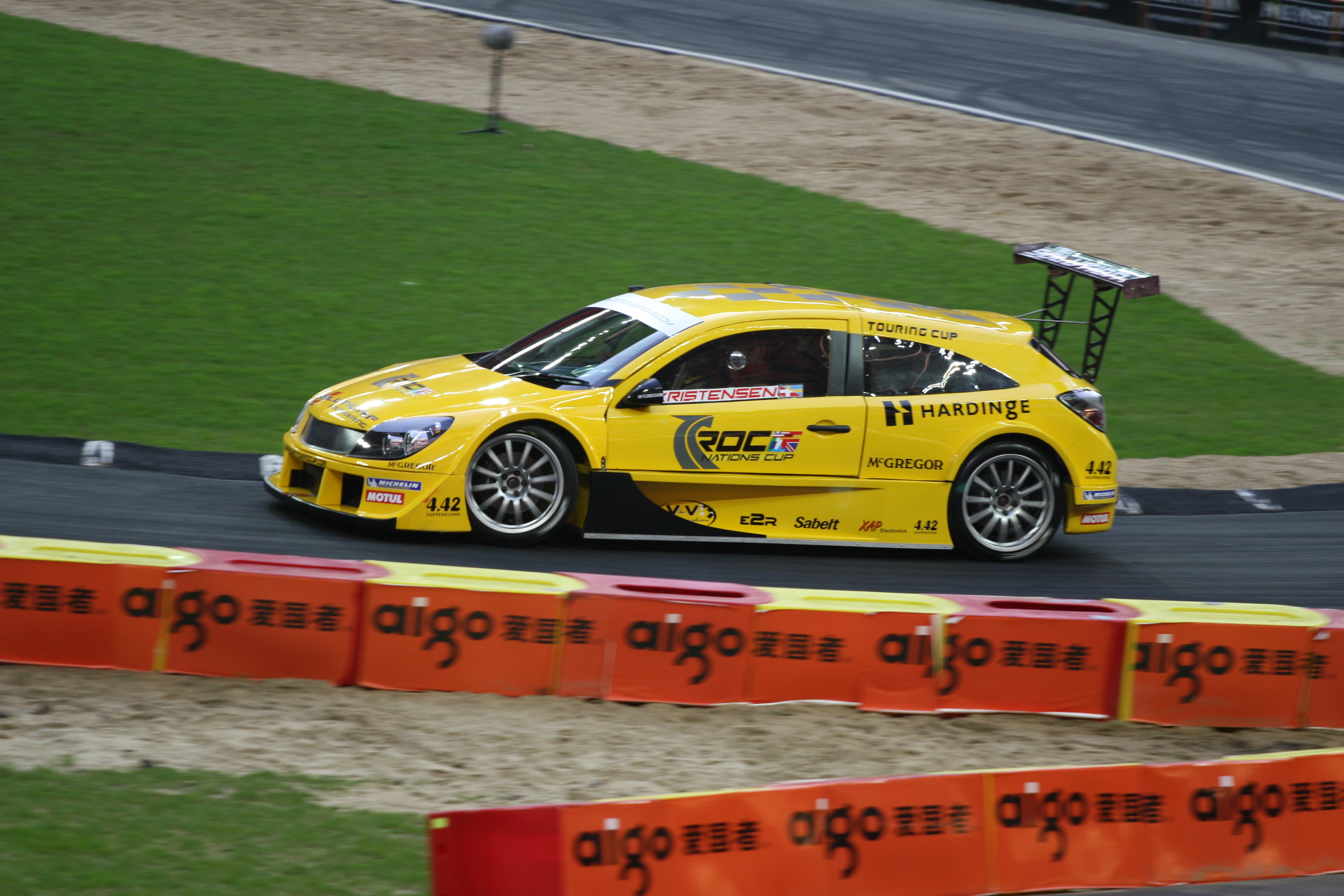
Kristensen lors de la Course des Champions 2007 (sur Solution F Prototype).

- Finaliste en 2011 (battu par Sébastien Ogier) et en 2012 (battu par Romain Grosjean).
- Champion piste en 2005.
- Coupe des Nations: Champion en 2005 (en équipe avec Mattias Ekström)
- Coupe des Nations: Champion en 2014 (en équipe avec Petter Solberg)